# Ovikens tingslag
Ovikens tingslag var ett tingslag i Jämtlands län i Jämtland.
Ovikens tingslag bildades 1671. Tingslaget upphörde 1916 då verksamheten överfördes till Sunne, Ovikens och Hallens tingslag. Tingslaget ingick till 1812 i Jämtlands domsaga, mellan 1812 och 1879 i Södra Jämtlands domsaga och från den 1 januari 1879 i Jämtlands västra domsaga. 1679 tillfördes området för det avskaffade Hackås tingslag.

## Socknar
Ovikens tingslag omfattade som mest tre socknar.
- Ovikens socken
- Myssjö socken
- Hackås socken (före 1679 i Hackås tingslag, från den 1 januari 1876 i Hackås och Näs tingslag)